# Bahnhof Alfaro
Der Bahnhof Alfaro (span. Estación de Alfaro) befindet sich in der spanischen Stadt Alfaro in der Autonomen Gemeinschaft La Rioja.

## Lage im Streckennetz
Der Bahnhof liegt am Kilometer 5,2 der Bahnstrecke Castejón–Logroño auf 261 msnm Höhe. Die Station liegt nördlich des Stadtzentrums am Ende der Avenida de la Via.

## Geschichte
Der Bahnhof wurde mit der Eröffnung der Eisenbahnstrecke Castejón–Orduña eingeweiht, die im Jahr 1863 erfolgte und Castejón mit Bilbao verband. Die Bauarbeiten wurden von der 1857 gegründeten Eisenbahngesellschaft Tudela-Bilbao ausgeführt. Die Strecke wird seit 2005 von Adif betrieben.

## Verkehr
Der Bahnhof Alfaro ist regelmäßiger Halt von Hochgeschwindigkeits-, Media-Distancia- und Regionalexpresszügen, die von Renfe betrieben werden. Es bestehen direkte Verbindungen nach Logroño, Saragossa und Madrid.